# Emoia maxima
Emoia maxima är en ödleart som beskrevs av Brown 1953. Emoia maxima ingår i släktet Emoia och familjen skinkar. Inga underarter finns listade i Catalogue of Life.